# Imbrasia hebe
Imbrasia hebe är en fjärilsart som beskrevs av J. Peter Maassen och Gustav Weymer 1886. Imbrasia hebe ingår i släktet Imbrasia och familjen påfågelsspinnare. Inga underarter finns listade i Catalogue of Life.